# Manalapan (Florida)
Manalapan város az USA Florida államában, Palm Beach megyében. 

## Népesség
A település népességének változása: